# Aluch'alu
Aluchalu är ett vattendrag i Armenien. Det ligger i den centrala delen av landet, 80 kilometer öster om huvudstaden Jerevan. Aluch'alu ligger vid Sevansjön.
Trakten runt Aluch'alu består i huvudsak av gräsmarker. Runt Aluch'alu är det ganska tätbefolkat, med 72 invånare per kvadratkilometer.